# 平成网络史（暂）
平成网络史（暂）（日语：／）是NHK教育频道于2019年1月2日、3日首播的特别节目，以及其后展开的系列节目及活动。

## 节目特点
特别节目回顾了自Windows 95发售起日本的互联网历史。为避免显得太过严肃，节目命名时在最后加注了「（暂）」字样，代表节目所述的历史只是一种暂定版本。（暂）有两重意思，一是节目播出时平成時代尚未完结，这段历史也未尘埃落定，具体历史需要留待后世人决定；二是由于观众间年龄层不同，每人都有各自独特的网络史。命名时亦有「平成＼(^o^)／网络史」、「我们的互联网史」（僕らのインターネット史）等备选方案。
节目企划最初在2015年左右提出，当时未获通过，之后因平成時代即将结束，而平成与互联网又有联系，故选在平成最後一年2019年播出。为展现娱乐性质，节目以用户角度制作，以智能手机的出现分为前後两篇，前篇谈论电脑及日本独特的网络文化，後篇谈论智能手机及SNS出现带来的变化，以及互联网创造出的未来。演播室中装饰有很多象征互联网历史及平成时代的意象，如iBook G3、软盘、F5键等。
节目主轴为以员工为模型设定的虚构人物，选作模型的员工包括一位40余岁的总制作人及一位与广末涼子同年龄的导演等。制作方最初想法是做一个类似教科书的节目，播放其选定的话题，惟采访过程中很多受访的相关人士均提出各自的问题，制作方因而感受到每人对互联网感情之强烈，将节目制作改为选择以收集观众回忆为主。2018年9月起，制作方透过在节目网站上开展问卷调查，以及使用节目Twitter账户和Hashtag等方式收集网民的声音及想要节目播出的题材，藉此减少制作员工和观众间关注点的差异，收集到的结果亦有用于之后的采访过程。
尽管收视率不高（关东地区前篇1.0%，後篇0.2%，Video Research调查），节目却在Twitter等SNS上排入了趋势榜第一位。作为易受网络批判的题材，节目播出后基本上避开了网民的批斗，总制作人千代木太郎分析原因时认为9月Twitter账户建立起至11月录制期间，节目吸引网民同好讨论是一个正确的决定；另外制作手法方面，节目没有长时间集中于某一特定主题，而是每个主题都提及一下，从而让观众在观看时紧跟主题、充分利用时间，千代木太郎认为这一手法也是成功的原因之一。

## 播出時間
- 前篇：2019年1月2日 23:30 - 0:30
- 後篇：1月3日 23:00 - 0:00
- 重播（前後篇连播）：1月12日14:00 - 16:00（全国放送）、综合关西地区4月26日0:25 - 2:25

## 出演
主持
- 惠俊彰（日语：恵俊彰）
- 是永千惠（NHK鳥取放送局播音员）

嘉宾
- 池田美優
- 宇野常宽
- 落合陽一
- 堀江貴文
- 真鍋薰
- 森永真弓（博報堂DY Media Partners（日语：博報堂DYメディアパートナーズ））

### VTR出演
前篇
- 健（文字网站「侍魂」管理员）
- 戀塚昭彦（参与处理原2ch关站危机的程序员）
- 川上量生
- 佐佐木涉（克理普敦未來媒體）

後篇
- 夏野剛（日语：夏野剛）
- 栗田穰崇
- 笠原健治（日语：笠原健治）
- 津田大介（日语：津田大介）
- 石森大貴（Twitter「特務机关NERV」账户所有者，Gehirn社長）
- 及川卓也（Hack For Japan发起人，自由工程师）
- 舛田淳（「LINE」开发员工）

## 主要項目

### 关键词
前篇
- 窗
- ：Flying Attack。网络刚开始普及时，为避免NTT电话费优惠时段开始时拨号人数过多上不去，选择在优惠时段开始前几分钟先拨上去。
- 侍魂（日语：侍魂）：具代表性的文字网站。
- UNIX板：介绍2001年2ch关站危机。
- ：试了一下。介绍视频网站上的（试着唱了一下，唱见）等文化。

後篇
- Emoji
- 黑船、襲来
- ：now。
- 屋岛作战：指代2011年东日本大震灾电力危机（日语：東日本大震災による電力危機）时，网民呼吁节约用电的行动。
- 炎上：因某事受网络关注并批判。
- FAKE
- ：魔貫光殺砲。跳跃的瞬间拍照，照片效果就像一个人发功打飞另外的人。

### 年表項目
- 平成元年 - 6年：个人电脑通信（日语：パソコン通信）
- 平成7年：Windows95
- 平成8年：Yahoo! JAPAN
- 平成10年：個人网站热潮
- 平成11年：2ch/i-mode
- 平成13年：侍魂
- 平成14年：Flash黄金時代
- 平成15年：博客热潮
- 平成16年：電車男/mixi
- 平成17年：YouTube
- 平成18年：niconico動画
- 平成19年：初音未来
- 平成20年：Twitter/iPhone
- 平成23年：屋岛作战/LINE
- 平成25年：
- 平成28年：PPAP/假新闻
- 平成30年：TikTok/VTuber

## 电台平成网络史（暂）
由于电视节目及相关活动获得较大反响，节目开始企划续篇。为回应活动中及Twitter上「我也想说下自己的平成网络史」的声音，决定于NHK广播第1播出《电台平成网络史（暂）》（ラジオで平成ネット史（仮））。
与电视版一样，电台版分为2部分，分别于2019年3月21日21時05分至21時55分、22時10分至23時直播。电台版主持由商业电台日本放送播音员吉田尚記担任。吉田尚記小学時便喜欢玩电脑，著有关于Twitter的著作，且曾开发过应用程序，被称为电台广播界屈指可数的网络宅；播出时期又恰逢NHK民放联共同电台活动开展，故选择他作为节目主持。
节目播出后，吉田在其主持的日本放送节目上曾邀请嘉宾緒方惠美展开延长战，继续谈论平成的互联网文化。

### 出演（电台）
主持
- 吉田尚記（日语：吉田尚記）
- 是永千惠

嘉宾
- 緒方惠美
- 健（文字网站「侍魂」管理员）
- 川島優志（Niantic、《精靈寶可夢GO》等的开发者之一）
- 森永真弓（博報堂DY Media Partners）

## 活动
节目播出后，2019年1月11日至14日，于澀谷HIKARIE9层HIKARIE HALL A Foyer（ヒカリエホールAホワイエ）举办「平成网络史（暂）展」；4月27日至30日，于NHK大阪放送局中庭（アトリウム）举办「平成网络史（暂）展@大阪」。
活动现场设有高3m、宽20m的「专属于你的互动式年表」（あなただけのインタラクティブ年表）展示板，使用面部识别技术提供网络史相关的体验，此外还有节目录制时使用的布景以及4K显示器的问卷调查机而谈话活动便在布景处举行。涩谷会场4日共8000人参加，为制作方预测的两倍，「互动式年表」一度需要排队等候90分钟。参加者大多为20-40岁左右，会場设置的留言角留有众多留言，讲述参加者「自己的互联网史」。

### 舞台活动
東京
谈话活动（平成网络夜话）
以节目中未能谈论的内容为中心的晚间谈话活动。
- 1月11日 第1夜（互联网 再慢点如何？）出演：宇野常宽、箕輪厚介
- 1月12日 第2夜（互联网女子会（暂））出演：森永真弓、大久保一布（「if→itself」管理员、歌人）
- 1月13日 第3夜（复活吧 文字网站）出演：（主持）、健、兄貴(98式)（管理员）、（管理员）、（管理员）

（你的平成网络史 怀旧gadget鉴定show）
1月12日白天举行的谈话活动。由10名一般参加者带来与平成互联网有关的电子产品等，并由互联网专家加以鉴定。主持，林雄司、島徹（互联网评论员）担任鉴定人。
大阪
谈话活动（平成最后的网络谈）
4月27日（不会分辨真假的人很难使用!?）出演：UK（虚構新聞社主）、足立義則（NHK网络報道部SoLT記者）
4月28日（大阪 Twitter背后的人峰会）出演：夏普、Pine飴Twitter官方帐户负责人
4月30日（明天起就是令和 网络的未来地图会怎样）出演：（主持）、川島優志（Niantic）、遠藤諭
公开直播（怀旧平成gadget鉴定show）
4月30日年号更改特別节目《继往开来〜平成最後之日Special〜》直播环节之一。由观众带来平成時代的电子产品并讲述对它的回忆，现场观众及嘉宾鉴定人加以鉴定并评出留名于平成的gadget No.1。现场观众及嘉宾鉴定人共50人，每人2张“赞”牌评分，最高100赞。
- 主持：、牛田茉友（NHK大阪放送局播音员）
- 鉴定人：关根勤、真鍋薰、IMALU、遠藤諭
- 会場报告：
- 天之声：緒方惠美

## 脚注
1. ↑  ＼(^o^)／意为完结，如即人生完蛋了。
2. ↑  2ch创办者西村博之曾就西鐵巴士劫持事件作出知名发言：“不会分辨真假的人（用BBS）会很难。”（うそはうそであると見抜ける人でないと(掲示板を使うのは)難しい）